# غواصة صغيرة

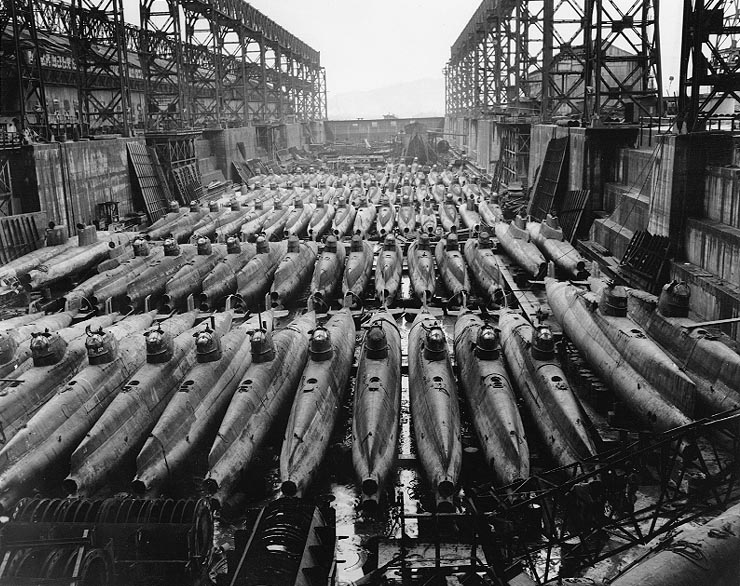
حوالي 80 غواصة يابانية من النوع D ("كوريو") قزم في رصيف جاف في كور ، 19 أكتوبر 1945

الغواصة القزمية (وتسمى أيضًا غواصة صغيرة ) بالإنجليزية (Midget submarine) هي أي غواصة يقل وزنها عن 150 طنًا،  يتم تشغيلها عادة بواسطة طاقم مكون من فرد واحد أو اثنين، ولكن في بعض الأحيان يصل إلى 6 أو 9 ، مع وجود القليل أو لا يوجد فيه سكن على متن الطائرة. وهم يعملون عادة مع السفن الأم، والتي يتم إطلاقها واستعادتها والتي توفر السكن المعيشي للطاقم وموظفي الدعم.
وقد تم بناء كل من الغواصات العسكرية والمدنية القزم. تعمل الأنواع العسكرية مع السفن السطحية والغواصات الأخرى مثل السفن الأم. يطلق على الأنواع العسكرية المدنية وغير المقاتلة عمومًا غواصات تعمل عادة مع السفن السطحية.

## الغواصات القزمية العسكرية

### الاستخدامات

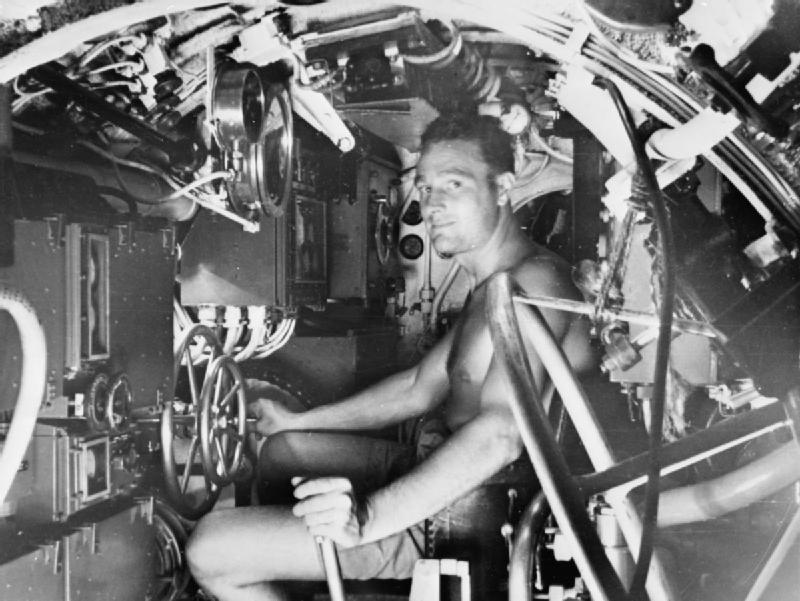
طاقم من غواصة قزمة بريطانية من الدرجة X ، وهي جزء من أسطول الغواصة البريطانية في المحيط الهادئ

تشتهر غواصات القزم باختراق المرافئ، على الرغم من أنه تم تصميم زورقين من الحرب العالمية الثانية فقط، وهما X-craft البريطاني والغواصة Welman الفاشلة، قد صممت خصصيا لهذا الغرض. تم تصميم غواصات <i id="mwHg">Ko-hyoteki-class</i> اليابانية في الأصل للمشاركة في أعمال الأسطول الحاسمة. و مع تغير الظروف، تم تكليفهم بمهمة اختراق الميناء. معظم تصميمات الحرب العالمية الثانية لألمانيا كانت مصممة في الغالب لمهاجمة الحلفاء الذين كانوا ينطلقون من الشواطئ والموانئ، على الرغم من أن سيهوند كان لديها مدى كبير بما يكفي لمهاجمة سفن الشحن قبالة مصب نهر التايمز.
شهدت الغواصات القزمية أيضا بعض الاستخدام في أدوار الدعم. تم استخدام X-craft للاستطلاع، واستخدم سيهوند لنقل الإمدادات. كما تم بناء عدد من غواصات القزم الحديثة لإنقاذ الغواصات.

### التسلُح
الغواصات القزمية مسلحة بشكل عام بالطوربيدات والألغام، على سبيل المثال، الأحمال الجانبية القابلة للفصل وأقسام الأنف. وبدلاً من ذلك، قد تعمل هذه المركبات كوسيلة لإيصال السباحين لتوصيل الضفادع البشرية إلى المناطق المجاورة لأهدافهم ، والتي يتم مهاجمتها بعد ذلك بالألغام البركانية .

## الغواصات القزمية المدنية
في الاستخدام المدني تسمى الغواصات القزمية عموما بالغاطسة . وتستخدم الغواصات التجارية في الصيانة تحت الماء، والاستكشاف، وعلم الآثار، والبحث العلمي. يتم تسويق الغواصات الأخرى المتاحة تجارياً كمناطق جذب سياحية جديدة وكعروض خاصة لأصحاب اليخوت الأثرياء. يجرد ذكر أن هناك عددا متزايدا من المغامرين الهواة يبنون منزليا الغواصات كهواية.

## أنواع الغواصات القزمية حسب الدولة

### بلجيكا
- FNRS-2 غواصة قزمية بحثية

### جمهورية الصين الشعبية
- النوع 7103 DSRVs
- غواصات فئة اوسبري
- غواصات البحر القطبي الدرجة bathyscaphe
- دراقون فئة bathyscaphe
- هارموني فئة bathyscaphe
- جرس الغوص المحمول
- غواصة QSZ-II
- غواصة القزم لشخص واحد من فئة Aurora : Aurora (Shuguang، 曙光) midget sub هي غواصة قزمية مدنية صينية تم تطويرهت بواسطة شركة ووهان الخاصة (武汉 张 五一 船舶 厂).[4] الطول: 3.6 م، الشعاع: 1.8 م، الارتفاع: 1.2 م، السرعة القصوى: 20   كم / ساعة، القدرة على التحمل: 10 ساعات كحد أقصى، أقصى عمق: 20 م. مجهزة بذراع آلي وضوء بحث لجني خياريات البحر في الأحياء البحرية، ولكن يمكن نشرها أيضًا لصيانة الهياكل تحت الماء في الموانئ .[5] أبدت العديد من الدول الأجنبية، بما في ذلك كوريا الشمالية، اهتمامات ودعت المطور إلى بلدانهم لتطوير غواصات قزمية مماثلة، بما في ذلك التطبيقات العسكرية المحتملة.[6]
- غواصة قزم من فئة Aurora شخصين: هي لشخصين وتعبر خليفة لسابقتها والتي تحمل شخص واحد فقط، وهذا بعد زيادة البعد إلى 7م x 2م x 2 م من 3.6 مx 1.8 مx 1.2 م عن الأصلية، ويزيد الحد الأقصى للعمق إلى 30 متر وظل التحمل نفسه.[7] يتم زيادة الطاقم إلى اثنين.[8] كما هو الحال مع سابقتها، جذبت هذه النسخة المكونة من شخصين أيضًا اهتمامًا بالمصالح الأجنبية المحتملة.
- غواصة قزمية فئة تاو شيانغلي : تم تطوير هذه الغواصة محلية الصنع من قبل السيد تاو شيانغ لي (陶 相 礼 ، 1974 -).[9] لتقليل التكلفة التطويرية، يستخدم السيد تاو المواد اليدوية الثانية كلما كان ذلك ممكنًا، ونتيجة لذلك، استغرق الأمر 30,000 ين ياباني (4,385 دولارًا أمريكيًا) لإكمال قاربه الأول.[10] على سبيل المثال، يتكون الهيكل من خمسة خزانات وقود مستعملة.[11] تزن غواصة تاو 800   كجم (1764)   رطل) ويبلغ طوله 6.5 أمتار (21 قدمًا) ، مع مساحة ضيقة تناسب شخصًا واحدًا وتتميز بمقاييس للضغط وكاميرات مراقبة، وبالطبع، توفير للأكسجين.[12] الأشكال الفرعية للقزم التي تعمل بالكهرباء مثل طوربيد مع برج مخروطي، ويمكنها الغوص إلى عمق 10 أمتار.[13] أكد السيد تاو أنه تلقى أموالًا لمزيد من التطوير، الأمر الذي سيمكن القسم الفرعي التالي المخطط إنشاؤه من الغوص حتى عمق 50 مترًا.[14]

### جمهورية الصين (تايوان)
- اثنتان من COS.MO.S CE2F / X100 بعد الحرب تحمل طوربيد
- غواصتان قويتان COS.MO.S SX404 إيطالية: S-1 Haijiao (海蛟) ، S-2 Hailong (海龍) ، في الخدمة من 8 أكتوبر 1969 إلى 1 نوفمبر 1973. SX404 تزن 70 طن وطاقم الغواصة 4 رجال صممت من قبل كوزموس. تم بيع أربعة إلى كولومبيا واثنين لتايوان في 1970s.[15] السرعة 11 / 6.5 كيلو نيوتن (السطح / المغمورة)، المدى 1200-1260 ميل بحري (السطح / المغمورة). وتشمل الحمولة الطوربيدات أو الألغام الملحقة خارجيًا أو مركبات توصيل السباحين.[16]

### كولومبيا
- SX506 عبارة عن غواصة متوسطة الحجم مكونة من خمسة أفراد بوزن 70 طنًا تم تصميمها من قِبل شركة بناء السفن الإيطالية Cosmos باعتبارها تطويرًا لـ SX404 السابقة من قبل نفس الشركة. تبلغ الإزاحة 58/70 طنًا (مسطح / مغمور) ، ويبلغ طولها 23 مترًا، العارضة 2 مترًا، والسحب 4 أمتار، والسرعة 8.5 / 7 كيلو نيوتن (مسطح / مغمور). بسرعة 7 كيلو نيوتن ، المدى هو 1200/60 نيوتن (السطح / المغمورة). تتضمن الحمولة طوربيدات متصلة خارجيًا ومركبات توصيل للسباحين، ويمكن حمل ما يصل إلى 8 غواصين بالإضافة إلى طاقم مكون من 5 أفراد.[16]

### فنلندا
- MIR (الغاطسة) غواصة للبحث والإنقاذ

### فرنسا
- FNRS-4 الجيل الثاني من الغواصات البحثية الغاطسة
- Nautile بحثية غاطسة على عمق 6 كيلومترات

حصلت فرنسا أيضًا على عدد من الغواصات القزمية الألمانية في نهاية الحرب العالمية الثانية.

### ألمانيا

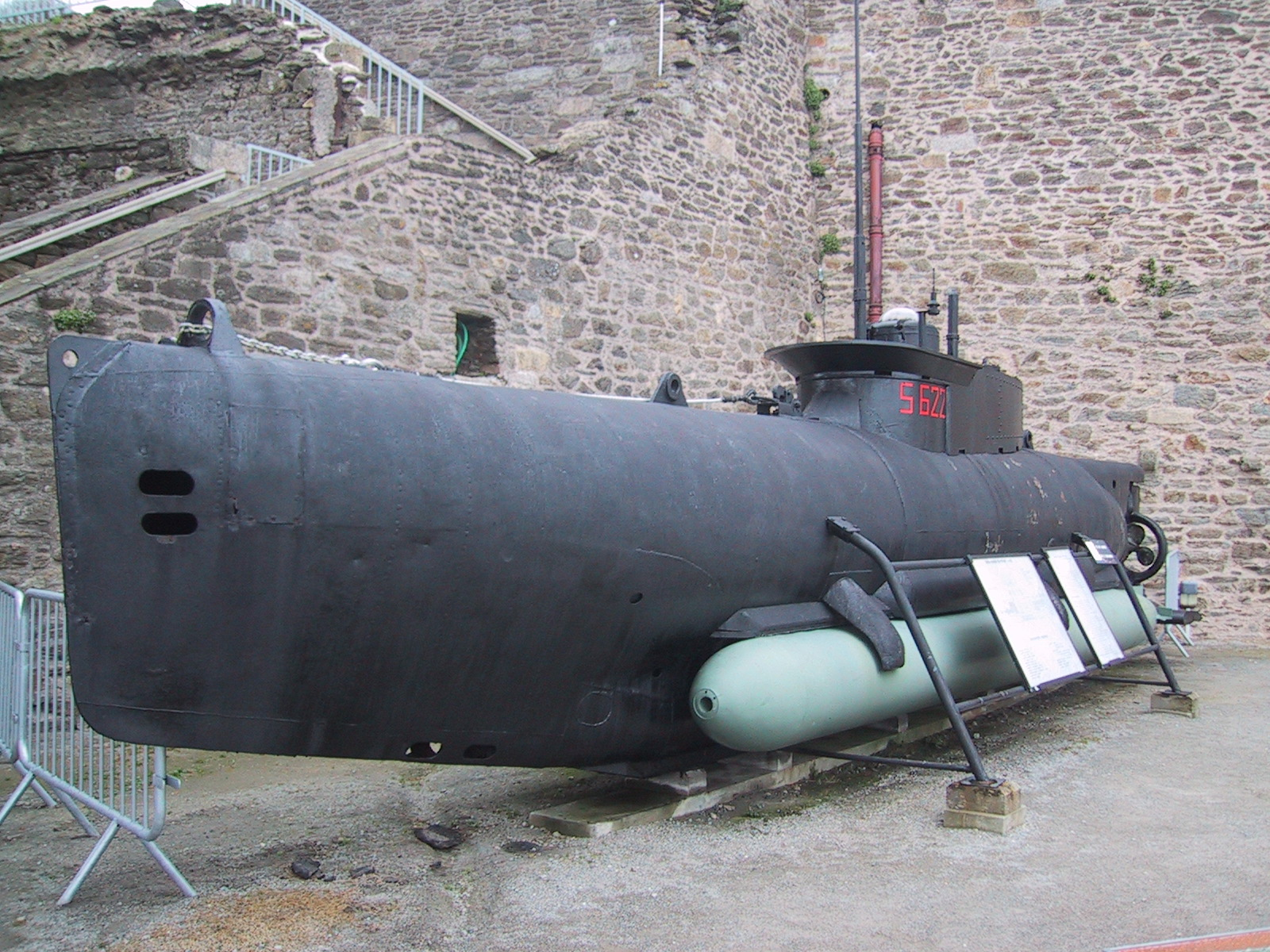
قزم غواصة ألمانية سيهوند ، مع طوربيد

تم تطوير معظم الغواصات القزمية الألمانية في أواخر الحرب العالمية الثانية في محاولة لوقف غزو الحلفاء لأوروبا واستخدمت في وقت لاحق لتعطيل خطوط الإمداد. ونتيجة لذلك، فإن الغواصات تشارك في معظمها في هجمات بالمياه المفتوحة بدلاً من اختراق الموانئ.
- بايبر (غواصة) (324 تم بنائها عبر أيه جي فيسر بريمن) [17][19]
- دلفين (2 المدمج) 2 طوربيد رجل 5 طن مع سرعة قصوى 20 عقدة (37 كم/س) ونصف قطرها المغمور 30 ميل بحري (56 كـم) في 3 عقدة (5.6 كم/س)
- هاي (الغواصة القزمية) النموذج الأولي لتحسين ماردر.
- غواصة من نوع Hecht XXVIIA طاقمها رجلين وزنها 12 طن مع لغم واحد أو طوربيد واحد مدها يصل 38 ميلا في 4 عقدة.[20]
- Marder (~ 300 بني) يشبه Neger مع جهاز التنفس للسماح بالتشغيل المغمور.
- مولش محرك كهربائي بالكامل مدفوعة الحرب العالمية الثانية (1944-1945) غواصة القزم. مجموع 393 بنيت.
- Schwertwal (Grampus) صُمم كقارب قزم Walter-fast سريعًا، لكن النموذج الأولي لم يكتمل عندما تعرقل في مايو 1945.
- نيغر (~ 200 مدمج) طوربيد فردي بوزن 5 أطنان مع نسف سفلي من طراز G7E. السرعة القصوى 20 عقدة ومجموعة من 30 ميلا في 3 عقدة.
- Seehund type XXVIIB [21] الغواصة القزمية الأكثر نجاحًا في Kriegsmarine. بدأ نشرها التشغيلي بين يناير 1945 - أبريل 1945.
- اكتمل نموذج أولي لـ V.80 بأربعة أطنان سعة 76 طنًا في عام 1940 لاختبار نظام الدفع التوربيني الموجه من Walther. وكان المدى 50 ميل بحري (93 كـم) في 28 عقدة (52 كم/س) [22]
- غواصة متوسطة الحجم بعد الحرب من Orca : 13.27 متر × 2.1 متر 5 غواصة متوسطة الحجم للرجال بعمق أقصى 100 ، أقصى سرعة تحت الماء 5 kn ، نطاق أقصى 150 نيوتن متر، أقصى قدرة تحمل 4 أيام، وأقصى حمولة 250   كلغ. Periscopes تشمل كاميرا التلفزيون، HF / HF الاتصالات وهوائي GPS. هناك أيضا كاميرا تلفزيونية تحت الماء وسونار تجنب العقبات مع مجموعة فعالة من 200 متر. يقوم القزم الفرعي للتوقيع الصوتي والمغناطيسي المنخفض بإزاحة 28 طن، مدعوم من محركين مغناطيسيين دائميين محوسبين يعملان على محرك منخفض التجويف ومنخفض الضوضاء، والذي يتم التحكم فيه بواسطة نظام التحكم في الطيران الذي يتم اعتماده عادة للطائرات . هيكل الضغط هو تصميم وحدات يتكون من أربع وحدات تتيح سهولة النقل والصيانة.[23]

### الهند
تخطط البحرية الهندية للحصول على غواصتين صغيرتين بتكلفة تقديرية تبلغ 2000 كرور روبية لاستخدامها كوسيلة لتوصيل السباحين بالبحرية الهندية تحت مشروع مركبة توصيل السباحين بالبحرية الهندية .
 سيتم استخدام هذه الغواصات لإجراء عمليات خاصة تحت الماء من قبل قوات المارينز الهندية. سيتم بناء الغواصتين بواسطة شركة هندوستان لبناء السفن المحدودة .

### إندونيسيا
أبدت البحرية الإندونيسية بعض الاهتمام بغواصة جديدة من الطراز القزمي، تم بناؤها بواسطة أحواض بناء السفن المحلية، للقيام بدوريات ساحلية وليست مفتوحة. تم تصميم الغواصة قبل عدة سنوات من قبل ضابط غواصة في البحرية الإندونيسية متقاعد، العقيد (المتقاعد) إير. ر. دراجيات بوديانتو، يتضمن المشروع بناء غواصة، تسمى MIDGET IM X designated1 ، والتي ستزن حوالي 150 - 250 طن، مع تصميم إطار أنبوبي بطول 24 - 30 مترًا، وأربعة أنابيب طوربيد. طاقم الغواصات من 8 إلى 10 من أفراد الطاقم على الأقل بما في ذلك الضباط. سيكون لديهم 40 كم للمدى البصري كمنظار الهجوم، و 20 كم  منظار التوجيه العادي.
وقد دعم وزير الدفاع الإندونيسي بورنومو يوسجيانتورو المشروع. يجب أن يبدأ البناء في حوض بناء السفن PT.PAL INDONESIA الإندونيسي بحلول أواخر عام 2011 ، وسيستغرق استكماله حوالي ثلاث أو أربع سنوات. إذا تم الوفاء بهذا الجدول، تتوقع البحرية الإندونيسية أن يتم تشغيل أول غواصة من فئة القزم في عام 2014.

### إيران
- غواصة غدير
- Nahang

### إيطاليا

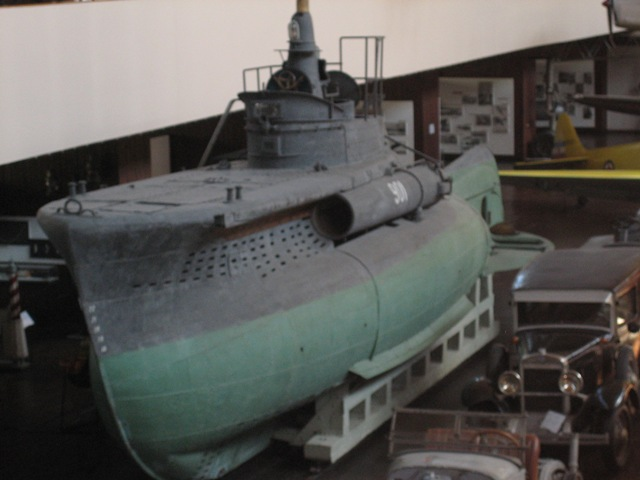
غواصة من الفئة CB الإيطالية

- Siluro a Lenta Corsa (SLC) ، المعروف أيضًا باسم Maiale (خنزير) ، طوربيد بشري منخفض السرعة. في 3 ديسمبر 1941 ، غادر Sciré La Spezia يحمل ثلاثة Maiale للقيام بما أصبح يسمى غارة الإسكندرية (1941) . في جزيرة ليروس في بحر إيجه ، جاء على متنها ستة من أفراد طاقم الطائرة Decima Flottiglia MAS ، بمن فيهم الملازم لويجي دوراند دي لا بين . في 18 ديسمبر، أطلق Sciré الطوربيدات المأهولة على بعد 1.3 ميل من ميناء الإسكندرية التجاري، ودخلوا الميناء عندما فتح البريطانيون دفاع الطفرة للسماح لثلاثة من مدمراتهم بالمرور. بعد العديد من الصعوبات، نجح دي لا بيني وزميله في الفريق إميليو بيانكي في إبطال منجم خشن تحت أتش أم أس Valiant ، ولكن كان على السطح لأنها حاولت المغادرة وتم القبض عليهم. رفضوا الإجابة عند استجوابهم واحتُجزوا في حجرة على متن Valiant . قبل الانفجار بخمسة عشر دقيقة، طلب دي لا بين التحدث إلى قبطان فاليانت وأبلغه بالانفجار الوشيك لكنه رفض تقديم معلومات أخرى. أعيد إلى المقصورة ولم يصب هو أو بيانكي جراء انفجار المنجم. كما تم القبض على راكبي الطوربيدات الأربعة الآخرين، لكن ألغامهم غرقت فاليانت ، سفينة حربية Queen Elizabeth ، الناقلة النرويجية ساغونا وألحقت أضرارًا شديدة بالمدمرة أتش أم أس Jervis . غرقت البوارجان في أقدام قليلة من الماء ثم أعيدت بعد ذلك. ومع ذلك، كانوا خارج اللعبة لأكثر من عام.
- باثيسكاف تريست كان أول من اكتشف تشالنجر ديب أوف ماريانا خندق
- كانت سلسلة CA من النوع الأول عبارة عن غواصة قزم لشخصين، بينما حملت المجموعة الثانية طاقم من ثلاثة أفراد.
- CB نوع 45 طن 4 رجل تصميم لأول مرة في عام 1941 [26]
- CE2F / X100 عربة طوربيد ما بعد الحرب
- MG 120 : MG 120 : الغواصة الهجومية المائية الضحلة (SWATS) عبارة عن تطوير MG 110 في الخدمة الباكستانية مع زيادة الإزاحة إلى 130 طن المغمورة، والمدى يتراوح بين 1600 nmi @ 7 kn ، و 60 nmi @ 4.5 kn المغمورة، والعدد من الغواصين المحمولة زيادة كبيرة إلى 15.[27]
- MG 130 : MG 130 عبارة عن تطوير MG 120 مع وحدة AIP تسمى UAPE (محرك الدفع الإضافي تحت الماء) على أساس ديزل دائرة مغلقة تغذيه الأكسجين السائل، والذي يوفر مجموعة تحت الماء من 400 نمي (740   كم).

### اليابان

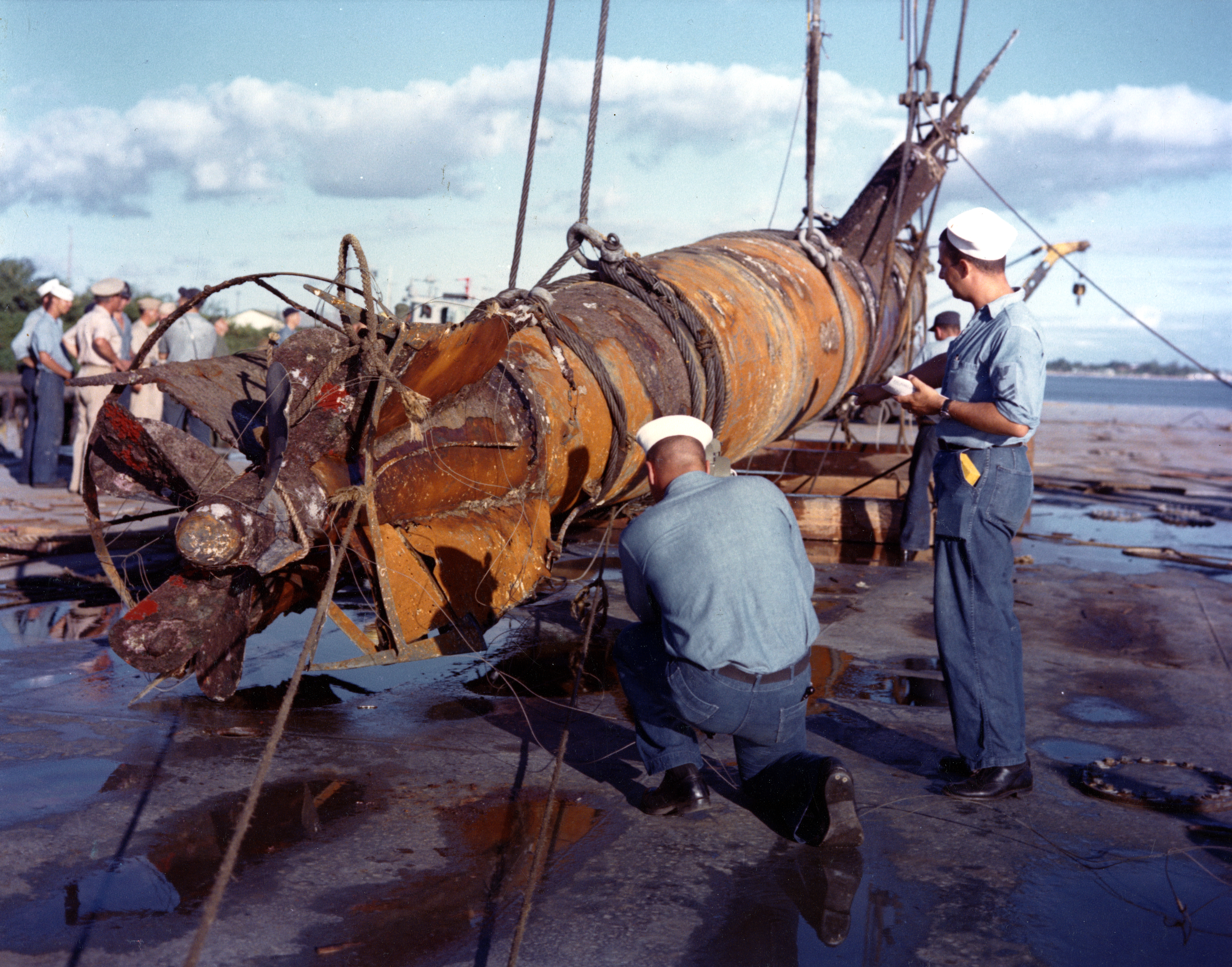
تم العثور على غواصة يابانية من النوع أ في عام 1960 قبالة بيرل هاربور ، هاواي

- <i id="mwASU">استخدمت</i> الغواصات <i id="mwASU">الصغيرة من</i> الفئة A <i id="mwASU">Kō-hyōteki</i> في هجوم بيرل هاربور عام 1941 ، وهجوم 1942 على ميناء سيدني، وهجوم الحلفاء على ميناء دييجو سواريز عام 1942 ، [28] حيث تم استخدام طوربيد 97 من نوع التشغيلي. يقع حطام إحدى الغواصات التي غرقت في بيرل هاربور في مختبر هاواي للبحوث البحرية (HURL) التابع لـ NOAA في أغسطس 2002.[29] أشار التحليل الفوتوغرافي الذي أجراه معهد الولايات المتحدة البحري في عام 1999 إلى أن واحدة من كو-هيوتيكي الخمسة - تمكنت من الدخول لبيرل هاربور، وأطلقت بنجاح طوربيد في USS West Virginia . وفي 29 مايو 1942 ، تمكنت إحدى غواصتين قزمية من الدخول إلى ميناء دييغو سواريز وإطلاق طوربيدات. واحد الطوربيدات ألحق ضررا بالغا بـ البارجة أتش أم أس Ramillies ، بينما أغرقت الثانية ناقلة النفط البريطانية الولاء (6,993 طن).

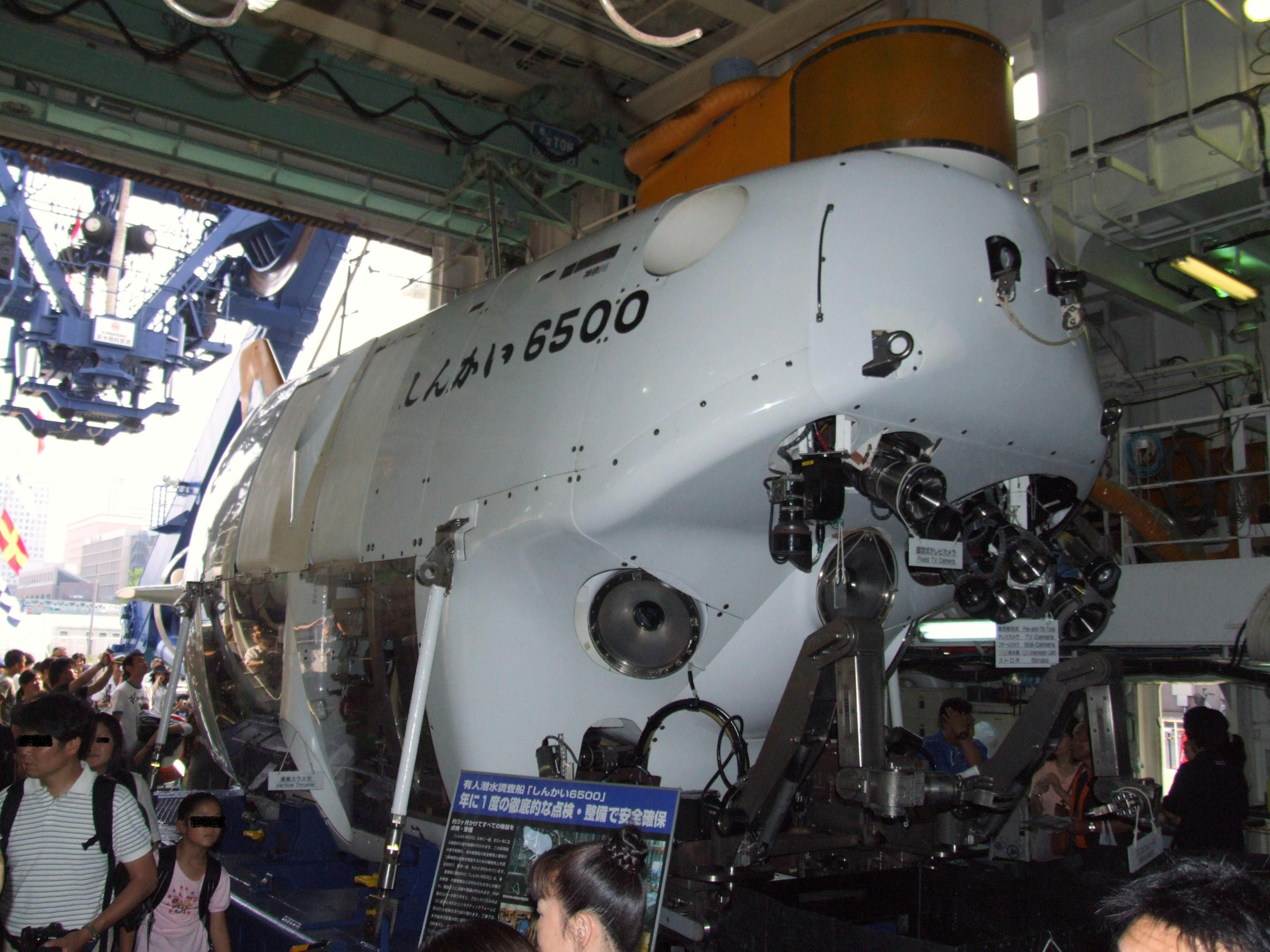
DSV شينكاي

- النوع B Kō-hyōteki -class Midget Ha 45 الذي بني عام 1942 لاختبار تحسينات من النوع A.[30]
- النوع C <i id="mwAUA">Kō-hyōteki-Midass Haget</i> 62–76 مشابه للنوع A مع طاقم مكون من 3 وزاد نصف القطر إلى 350 ميل بحري (650 كـم) في 6 عقدة (11 كم/س) ظهر أو 120 ميل بحري (220 كـم) في 4 عقدة (7.4 كم/س) مغمورة.
- النوع D Kō-hyōteki-class ، المعروف أيضًا باسم Kōryū class (115 مكتمل) ، تم تحسين النوع C مع طاقم مكون من 5 أفراد وزاد نصف قطره إلى 1,000 ميل (1,600 كـم) في 8 عقدة (15 كم/س) ظهرت على 320 ميل (510 كـم) في 16 عقدة (30 كم/س) مغمورة.[31]
- Kairyū-فئة submarine
- غواصة <i id="mwAVQ">كايتن</i> الانتحارية.
- DSV <i id="mwAVc">Shinkai</i> بحثية غاطسة، وقادرة على الغوص على عمق 6.5 كيلومتر (4.0 ميل)

### كوريا الشماليه
- غواصة Sang-O-class
- الغواصة فئة يوغو

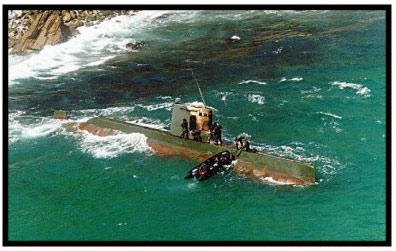
غواصة Sang-O من كوريا الشمالية

- غواصة من فئة Yono (انظر أيضًا غرقات CHONAN من ROKS )

### كوريا الجنوبية
- SX756 : تم تطويره من قِبل شركة بناء السفن الإيطالية كوزموس كخليفة لغواصة القزم السابقة SX506 في الخدمة الكولومبية. يتم زيادة الطول إلى 25.2 مترًا، ويزيد حجم الشعاع إلى 2.1 مترًا مقارنة بسلفه السابق SX506 ، ويزيد الإزاحة إلى 73/80 طنًا (السطح / المغمورة). يتم زيادة طاقم العمل بواحد إلى ما مجموعه 6 ، لكن إجمالي عدد الغواصين الذين تم حملهم ظل كما هو عند 8. النطاق هو 1600 ميل بحري @ 6 kn ظهر، و 60 ميل بحري@ 4 kn مغمورة، والحمولة الصافية تظل كما هي.[16]
- Dolgorae غواصة الفئة القزمية

### باكستان
- غواصة متوسطة الحجم من طراز MG 110 : تم تطويرها من قِبل شركة بناء السفن الإيطالية كوزموس خلفًا لغواصة القزم السابقة SX756 في الخدمة الكورية الجنوبية. MG 110 عبارة عن نسخة موسعة قليلاً من SX756 مع زيادة طولها إلى 27.28 مترًا، وقطرها يصل إلى 2.3 مترًا، وزيادة الإزاحة إلى 102/110 طن (السطح / المغمورة). النطاق هو 1200   نانومتر. الحمولة النافعة وطاقمها متطابقان أيضًا مع غواصة القزم السابقة SX756.[16]

### بولندا
- Blotniak
- طوربيدات حية
- فئة CB ، خلال الحرب العالمية الثانية، امتلكت رومانيا خمس غواصات قزمية.[32]

### روسيا
- في أواخر القرن التاسع عشر، قامت روسيا ببناء فئة من الغواصات التي تعمل بالطاقة الدواسة بطول 4.5 متر من تصميم ستيفان Drzewiecki تم سحبها من الخدمة في عام 1886.[33]
- مشاريع APL و Pygmy - تم بناء قاربين في 1935-1936 ، وتم اختبارهما، لكن تم التخلي عنهما لاحقًا [34]
- غواصة فئة لوسوس

### إسبانيا

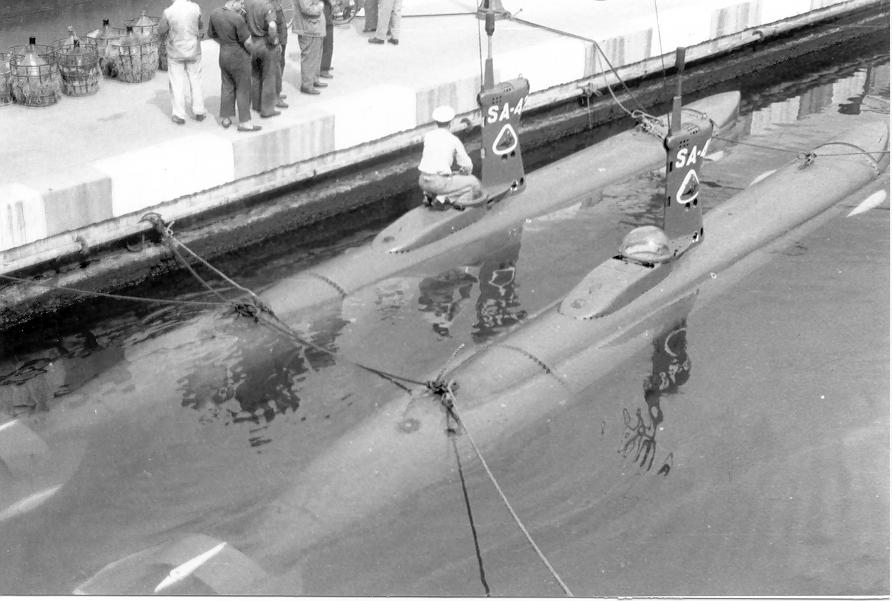
Foca I (SA-41) و Foca II (SA-42) في قرطاجنة

- غواصة من طراز Foca (بدأ التصميم في عام 1957 ، ودخلت الخدمة في عام 1962): تم بناء ما مجموعه وحدتان، SA 41 & SA 42. الإزاحة 16/20 طن (تم تسطيحها / غمرها) ، مع طاقم مكون من 3 أفراد، ومسلحين بطائرتين 21 في أنابيب الطوربيد. المنكوبة في عام 1971.[35] لا ينبغي الخلط بينه وبين الغواصة الإيطالية من طراز فوكا من عصر الحرب العالمية الثانية.
- غواصة من فئة Tiburón (بدأ التصميم في عام 1958 ، ودخلت الخدمة في عام 1964): تم بناء ما مجموعه وحدتين، SA 51 & SA 52. الإزاحة 78/81 طن (طفت على السطح / مغمورة) ، مع طاقم مؤلف من 5 أفراد، ومسلحين بطاقمين 21 في أنابيب الطوربيد. المنكوبة في عام 1971.

### السويد
- غواصة قزمية فئة Spiggen II م : 6 أفراد طاقم الطاقم بإزاحة 14 طنًا عندما الإبحار بسرعة 5 kn وتتحمل لمدة أسبوعين. الطول: 11 م، الشعاع: 1.4 م، الارتفاع: 1.7 م.[23]
- غواصة قبة البحر Dagger التي طورتها Kockums : غواصة قزم من تصميم وحدات بطول 16-20 متر اعتمادا على تكوينات مختلفة يبلغ مجموعها 4 ، بما في ذلك التدريب والاستطلاع وتسليم الغواص والإصدارات الهجومية الصغيرة. تتألف جميع الإصدارات من 3 وحدات، اثنتان منها متطابقتان لجميع الإصدارات، وهما وحدات القوس والقوس. يحتوي القسم الوسطي على 4 وحدات للاختيار من بينها، لكل منها لمهمة محددة. جميع الإصدارات تفتقر إلى الشراع.[36]
- UVS-1300 Malen صُمم أصلاً لأغراض بحرية كهدف سونار. غواصة قزمية: 4 أفراد من طاقم بإزاحة 11 طن عند الإبحار، مع سرعة 5 kn والتحمل لمدة أسبوع على الأقل حسب الوقود المحمول. الطول: 10 م، الشعاع: 1.4 م، الارتفاع: 1.7 م.[37]

### تركيا
قامت البحرية التركية بتقييم تصميمين للغواصات الصغيرة من شركة تي كيه أم أس Marine Systems الألمانية، من النوع 200 ونوع 300:
- النوع 200 : الإزاحة: 200 طن ظهر، الطول: 25 م، شعاع: 4.2 م، مسودة 3.1 م، السرعة: 8 kn السطح، المدى: 2100 nmi @ 8 kn ، السطح، والتحمل: 2 أسابيع، التسلح: 2 21-في طوربيد أنابيب بحد أقصى 4 طوربيدات، طاقم: 6 + 12 غواصين.[38]
- النوع 300 : الإزاحة: 300 طن ظهر، الطول: 30 متر، الشعاع: 4.2 متر، السحب 3.1 متر ، السرعة: 12 kn ظهر ، النطاق: 3100 ميل بحري @ 8 kn السطح ، التحمل: 2 أسابيع ، التسلح: 2 21- في طوربيد أنابيب بحد أقصى 6 طوربيدات ، طاقم: 12.

### المملكة المتحدة

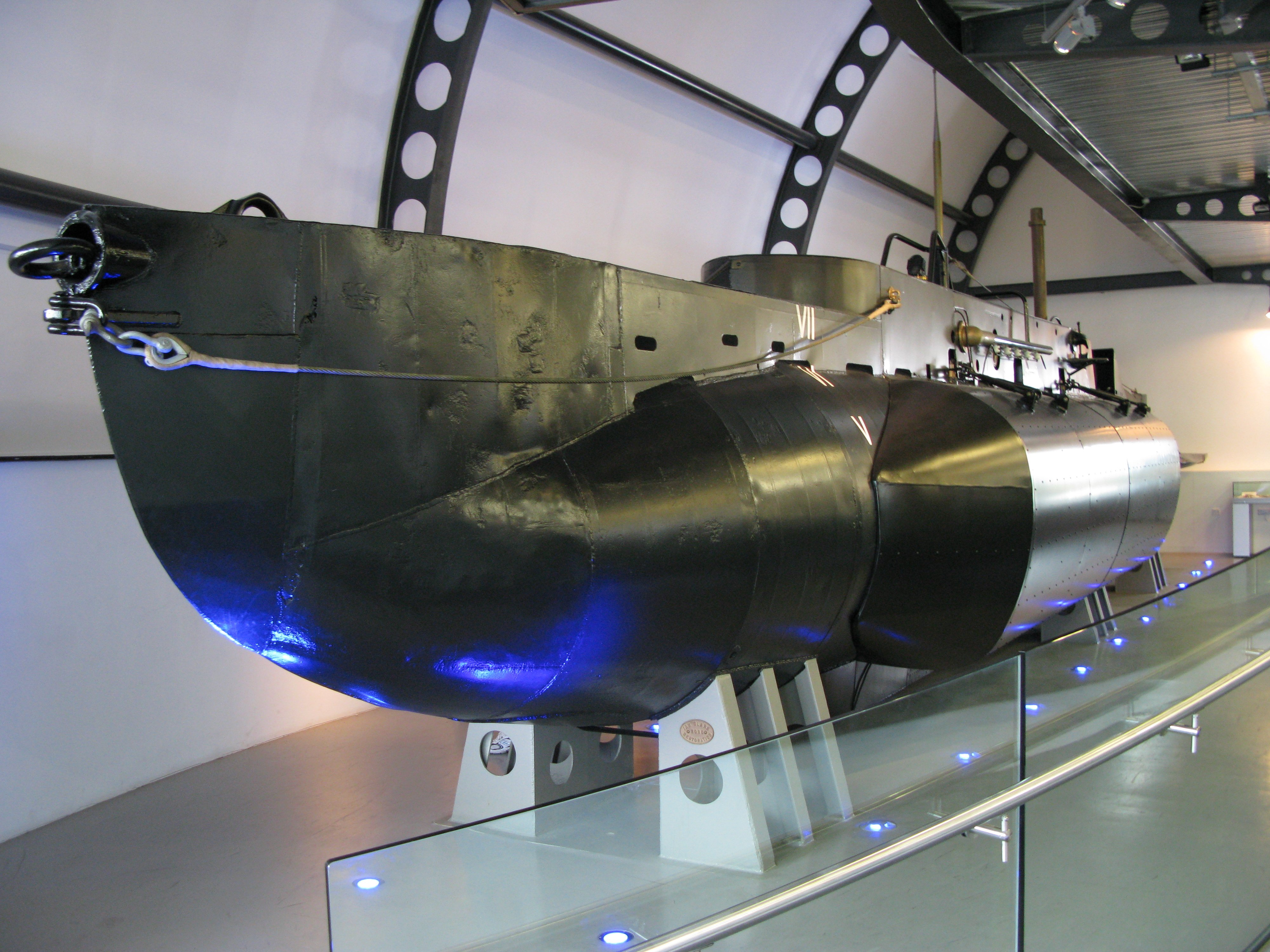
X24 غواصة بريطانية من الدرجة X معروضة في متحف الغواصة البحرية الملكية

استخدمت البحرية الملكية عددا من الغواصات القزمية. وتم تطوير معظمهت خلال الحرب العالمية الثانية. يمثل وقف تشغيل الفئة Stickleback 1958 - أوائل 1960s نهاية الغواصات القزمية المصممة للقتال في البحرية الملكية.
- زورق الجمال النائم الميكانيكي الغارق (MSC): تم تطويره بواسطة محطة العمليات الخاصة التنفيذية التاسعة خلال الحرب العالمية الثانية.
- طوربيد مأهول : طور البريطانيون نوعين من الطوربيدات المأهولة ؛ حمولة الأول ، 1.6 طن ، وماركو الثانية ، 2.3 طن. بنيت أربعة وستون وحدة.[39]
- فئة Stickleback : تطور آخر للحرب العالمية الثانية من فئة XE.
- الفئة X : تستخدم لمهاجمة السفن الحربية الألمانية في شمال النرويج . وكان أحد الأهداف البارزة لهجوم ناجح سفينة حربية Tirpitz . وكان للغواصات طاقم مكون من ثلاثة أفراد (بالإضافة إلى غواص) وحملت لغمين كبيرين يحتويان على Amatol - واحدة على كل جانب. كانت استراتيجيتهم هي زرع الألغام في قاع البحر تحت الهدف ، ووضع الصمامات الزمنية ، والمغادرة .
- فئة XE : تُستخدم في الشرق الأقصى ضد اليابان ، حيث نفذت عددًا من الهجمات والبعثات الخاصة .
- غواصة ويلمان : غواصة من شخص واحد تعتبر على نطاق واسع فشلاً.[40]
- Welfreighter : غواصة العمليات الخاصة التي طورتها محطة IX مع طاقمين وطاقم يصل عددهم إلى أربعة ركاب ، وهي مصممة لتشبه زورقًا آليًا عند ظهوره. تم إنتاج أكثر من 100 ، بدءًا من سبتمبر 1944 ؛ مدى الاستخدام التشغيلي غير واضح.[41][42]

### الولايات المتحدة الأمريكية

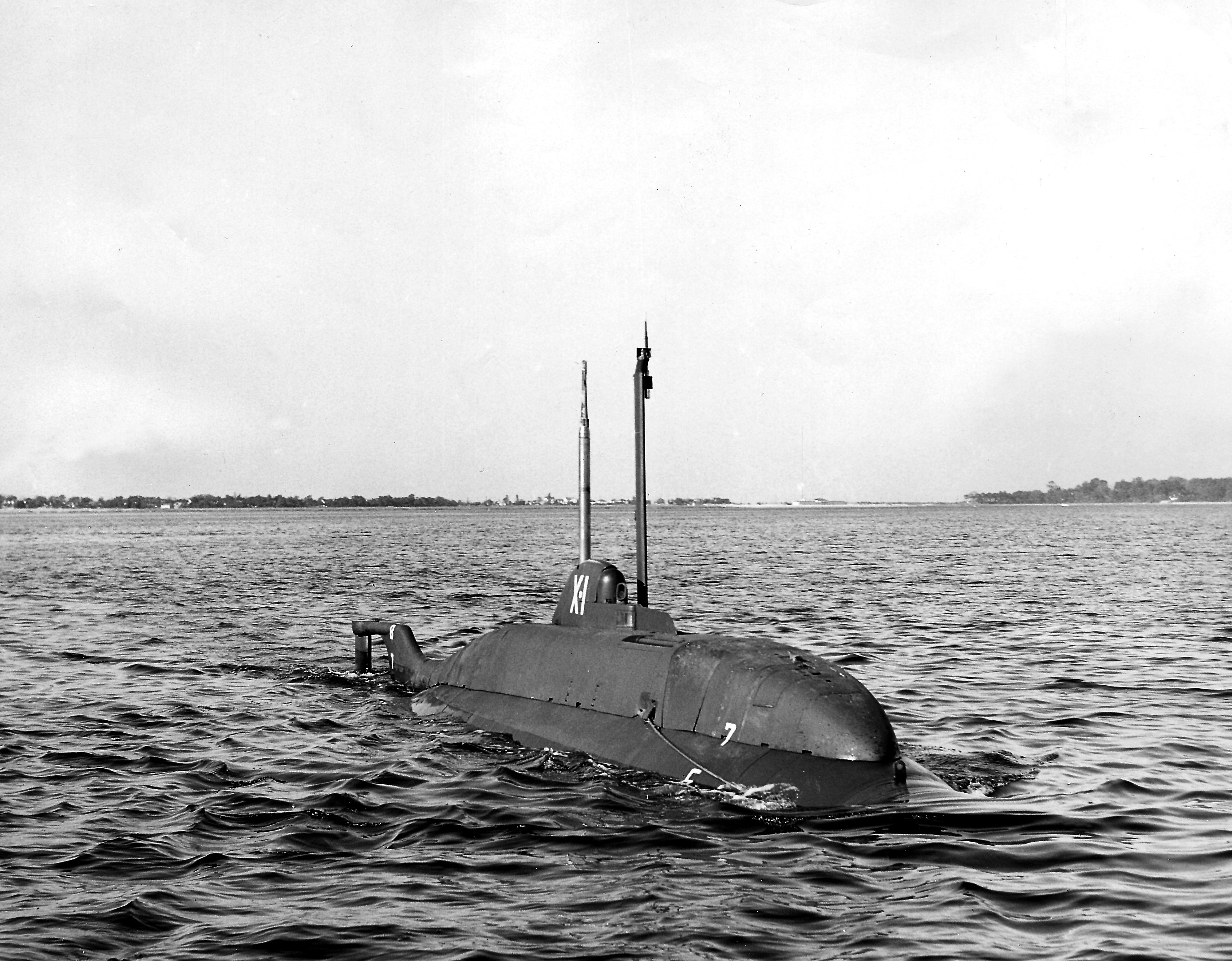
الولايات المتحدة X-1 في البحر

- نظام تسليم SEAL المتقدم (ASDS): غاطس سابق بالبحرية الأمريكية يستخدم لنقل قوات بحرية خفية من غواصة أكبر من وإلى موقع المهمة. تم إلغاء نظام ASDS في عام 2009 بسبب تجاوزات التكاليف وقضايا الموثوقية ، وتم تدمير الغواصة الوحيدة في حريق في عام 2008.[43]
- Aluminaut : أول غواصة من الألومنيوم ، تُستخدم لاستعادة المواد الغارقة ، بما في ذلك DSV Alvin وقنبلة نووية غير مسلحة.
- Bathyscaphe Trieste II : سفينة شقيقة لـ Bathyscaphe Trieste التي بُنيت في سويسرا ، والتي كانت أول سفينة تصل إلى قاع العمق المتحدي ، وهي أدنى نقطة في المحيطات.
- Alvin: غواصة بحثية غاطسة يديرها معهد وودز هول لعلوم المحيطات منذ عام 1964. قامت Alvin بآلاف الغطسات ، بما في ذلك مرة قامت فيها باستكشاف حطام التايتانيك ، وعملها هو في الأحياء البحرية وعلم المحيطات وقد ظهرت في العديد من الأوراق العلمية.[44]
- غواصة السلحفاة من فئة ألفين
- Sea Cliff من فئة ألفين
- Nemo : اختصار للمرصد البحري التجريبي المدار ، وهي مركبة اختبار تديرها البحرية من 1970 إلى 1986. كان Nemo غاطسًا كرويًا بهيكل شفاف من الأكريليك ، وكان الغرض الأساسي منه هو تقييم فائدة البانورامية رؤية تمكين من تصميمها. تم العثور على Nemo لتكون منصة مراقبة فعالة ، على الرغم من عدم قدرتها على التحليق في مكانها ، واستمرت الغواصات ذات الأكريليك في البناء والتشغيل في الولايات المتحدة.[45]
- Mystic : مركبة إنقاذ عميقة يتم تشغيلها سابقًا بواسطة البحرية الأمريكية. تم استبدال Mystic بنظام الغواصة لإنقاذ الغوص (SRDRS) في عام 2008 وتم التبرع به لمتحف البحري البحري .[46]
- أفالون : مركبة إنقاذ عميقة من قبل القوات البحرية الأمريكية. تم استبدال أفالون بنظام الضغط الغواصة الإنقاذ الغواصة وتم التبرع به لمتحف خليج مورو البحري.[47]
- الغاطسة القتالية الجافة (DCS): غواصة تابعة للبحرية الأمريكية قيد التطوير من قبل شركة لوكهيد مارتن لنقل الأختام البحرية من وإلى موقع المهمة. هذا هو البديل المخطط لنظام تسليم SEAL المتقدم الملغى.
- USS X-1 : غواصة متوسطة الحجم تابعة للبحرية الأمريكية في الخمسينيات من القرن الماضي ، وتستخدم لاستكشاف كيفية الدفاع عن الموانئ ضد هجمات الغواصات الصغيرة جدًا.[48]

### يوغوسلافيا السابقة
- الغواصة القزمية أونا كلاس . بعد الحروب اليوغوسلافية ، كل من كرواتيا و FR يوغوسلافيا أمثلة. الطول: 18 م ، الشعاع: 3.7 م ، القطر: 2.5 م ، الإزاحة: 76 طن ظهرت ، 90 طن مغمورة ، الطاقم: 4 + 6 غواصين. تبلغ سرعة السطوح والمغمورة 4 قدم لكليهما ، ويبلغ المدى 200 نيوتن متر ، 50   نانومتر المغمورة على حد سواء @ 4 kn. يفتقر M-100 إلى الشراع ولا يمكن شحن البطارية إلا عند ظهورها. ما يصل إلى 4 مركبات لتوصيل السباح R-1 (SDV) أو مصباحين (400)   مم) يمكن تنفيذ طوربيدات.[16]
- النوع M-100D فئة الغواصة القزمية . تطوير للفئة M-100 أونا. تزداد نسبة الإزاحة إلى حوالي 88/100 طن (تطفو على السطح / مغمورة) ، ويزيد الطول إلى حوالي 21 مترًا ، ويزيد الشعاع إلى 4.42 مترًا ، ويبلغ قطره 2.7 متر. يتم زيادة السرعة إلى 8/11 kn (تطفو على السطح / مغمورة) ، ويزيد النطاق إلى 550 ميل بحري على السطح عند 10 kn عندما تطفو على السطح ، ويظل النطاق المغمور كما هو في الفئة السابقة M-100 Una بينما تظل الحمولة الصافية والطاقم أيضًا دون تغيير. يتم إضافة الشراع ويمكن شحن البطارية الخاصة به أثناء المغمورة.